# بيريانا
بلدية بريانة (بالإسبانية: Periana) هي بلدية تقع في مقاطعة مالقة التابعة لإقليم الأندلس جنوب إسبانيا.

## الديموغرافيا
بلغ عدد سكان بلدية بيريانا 3.570 نسمة عام 2011 (وفقاً للمعهد الوطني الإسباني للإحصاء).
| 3.466 | 3.408 | 3.355 | 3.447 | 3.525 | 3.611 | 3.570 |